# Campo Número Seis y Medio B
Campo Número Seis y Medio B är en ort i Mexiko.   Den ligger i kommunen Cuauhtémoc och delstaten Chihuahua, i den nordvästra delen av landet, 1 300 km nordväst om huvudstaden Mexico City. Campo Número Seis y Medio B ligger 1 984 meter över havet och antalet invånare är 337.
Terrängen runt Campo Número Seis y Medio B är en högslätt. Runt Campo Número Seis y Medio B är det ganska glesbefolkat, med 43 invånare per kvadratkilometer. Närmaste större samhälle är Anáhuac, 19,8 km sydost om Campo Número Seis y Medio B. Trakten runt Campo Número Seis y Medio B består till största delen av jordbruksmark.